# Op zoek naar Maria (Nederland)
Op zoek naar Maria is de vijfde talentenshow in de reeks op zoek naar .... In deze serie werd gezocht naar een hoofdrolspeler voor de Nederlandstalige productie van de musical The Sound of Music. De presentatie van het programma werd gedaan door Frits Sissing. De eerste uitzending werd uitgezonden op zondag 21 februari 2021 vanuit het Circustheater in Scheveningen. Vanwege de coronapandemie zat er geen publiek in de zaal.
In 2009 was een soortgelijke talentenshow te zien in België.

## Maria's
| Plek | Maria's | Maria's             | Leeftijd                    | Show 1   | Show 2              | Show 3              | Show 4              | Show 5              | Show 6              | Show 7              | Show 7              |
| Plek | Maria's | Maria's             | Leeftijd                    | Show 1   | Show 2              | Show 3              | Show 4              | Show 5              | Show 6              | Part 1              | Part 2              |
| ---- | ------- | ------------------- | --------------------------- | -------- | ------------------- | ------------------- | ------------------- | ------------------- | ------------------- | ------------------- | ------------------- |
| 1    |         | Nandi van Beurden   | 30 jaar (18 februari 1991)  |          |                     |                     |                     |                     |                     |                     | Winnaar             |
| 2    |         | Natascha Molly      | 25 jaar (25 december 1995)  |          |                     |                     |                     |                     |                     |                     | Runner-Up           |
| 3    |         | Tessa Sunniva       | 29 jaar (9 september 1991)  |          |                     | Sing-Off            |                     |                     | Sing-Off            | Bottom              | Derde plek          |
| 4    |         | Jolijn Henneman     | 29 jaar (14 september 1991) |          |                     |                     |                     |                     | Sing-Off            | Geëlimineerd week 6 | Geëlimineerd week 6 |
| 4    |         | Valerie Curlingford | 31 jaar (3 december 1989)   |          |                     |                     | Sing-Off            | Sing-Off            | Sing-Off            | Geëlimineerd week 6 | Geëlimineerd week 6 |
| 6    |         | Anouk van Laake     | 25 jaar (5 oktober 1995)    |          | Sing-Off            |                     |                     | Sing-Off            | Geëlimineerd week 5 | Geëlimineerd week 5 | Geëlimineerd week 5 |
| 7    |         | Renée de Gruijl     | 27 jaar (22 maart 1993)     |          |                     |                     | Sing-Off            | Geëlimineerd week 4 | Geëlimineerd week 4 | Geëlimineerd week 4 | Geëlimineerd week 4 |
| 8    |         | Sanne den Besten    | 29 jaar (23 mei 1991)       |          |                     | Sing-Off            | Geëlimineerd week 3 | Geëlimineerd week 3 | Geëlimineerd week 3 | Geëlimineerd week 3 | Geëlimineerd week 3 |
| 9    |         | Willemijn Maandag   | 25 jaar (25 december 1995)  | Sing-Off | Sing-Off            | Geëlimineerd week 2 | Geëlimineerd week 2 | Geëlimineerd week 2 | Geëlimineerd week 2 | Geëlimineerd week 2 | Geëlimineerd week 2 |
| 10   |         | Sylvia Boone        | 29 jaar (9 december 1991)   | Sing-Off | Geëlimineerd week 1 | Geëlimineerd week 1 | Geëlimineerd week 1 | Geëlimineerd week 1 | Geëlimineerd week 1 | Geëlimineerd week 1 | Geëlimineerd week 1 |

## Liveshows

### Week 1 (21 februari 2021)
Openingsnummer Liveshow: "7 Rings" (Ariana Grande) / "I Hope I Get It"  (uit de musical A Chorus Line) / "Ave Maria" / "Dreamgirls"  (uit de musical Dreamgirls) / "Maria"  (uit de musical West Side Story)

Openingsnummer Sing-Off: "I'm Still Standing" (Elton John)
| Volgorde                               | Maria | Maria               | Liedje                                                     | Resultaat    |
| -------------------------------------- | ----- | ------------------- | ---------------------------------------------------------- | ------------ |
| 1                                      |       | Tessa Sunniva       | "Always Remember Us This Way" (uit de film A Star Is Born) | Veilig       |
| 2                                      |       | Renée de Gruijl     | "Somebody To Love" (Uit de musical We Will Rock You)       | Veilig       |
| 3                                      |       | Valerie Curlingford | "Zeg me dat het niet zo is" (Frank Boeijen)                | Veilig       |
| 4                                      |       | Willemijn Maandag   | "Don't you worry 'bout a thing" (Stevie Wonder)            | Sing-off     |
| 5                                      |       | Nandi van Beurden   | "Leven is cabaret" (uit de musical Cabaret)                | Veilig       |
| 6                                      |       | Jolijn Henneman     | "Arcade" (Duncan Laurence)                                 | Veilig       |
| 7                                      |       | Anouk van Laake     | "Popular" (uit de musical Wicked)                          | Veilig       |
| 8                                      |       | Sylvia Boone        | "Duurt te lang" (Davina Michelle)                          | Sing-off     |
| 9                                      |       | Natascha Molly      | "Something's gotta hold on me" (Etta James)                | Veilig       |
| 10                                     |       | Sanne den Besten    | "The lady is a Tramp" (Ella Fitzgerald)                    | Veilig       |
| Sing-Off: "Hallelujah" (Leonard Cohen) |       |                     |                                                            |              |
| 1                                      |       | Sylvia Boone        | Sylvia Boone                                               | Geëlimineerd |
| 2                                      |       | Willemijn Maandag   | Willemijn Maandag                                          | Veilig       |

### Week 2 (28 februari 2021)
Openingsnummer Liveshow: "You Can't Hurry Love" (The Supremes) 

Openingsnummer Sing-Off: "The Edge of Glory" (Lady Gaga) 
| Volgorde                            | Maria | Maria               | Liedje                                              | Resultaat    |
| ----------------------------------- | ----- | ------------------- | --------------------------------------------------- | ------------ |
| 1                                   |       | Nandi van Beurden   | "Colors of the Wind" (Uit de film Pocahontas)       | Veilig       |
| 2                                   |       | Valerie Curlingford | "How will I know" (Uit de musical The Bodyguard)    | Veilig       |
| 3                                   |       | Tessa Sunniva       | "Mamma mia" (Uit de musical Mamma Mia!)             | Veilig       |
| 4                                   |       | Natascha Molly      | "Make you feel my love" (Adele)                     | Veilig       |
| 5                                   |       | Willemijn Maandag   | "...Baby one more time" (Britney Spears)            | Sing-off     |
| 6                                   |       | Sanne den Besten    | "Door de wind" (Sanne Hans)                         | Veilig       |
| 7                                   |       | Renée de Gruijl     | "Hopelessly Devoted to You" (Uit de musical Grease) | Veilig       |
| 8                                   |       | Jolijn Henneman     | "Hit the Road Jack" (Ray Charles)                   | Veilig       |
| 9                                   |       | Anouk van Laake     | "Omarm" (BLØF)                                      | Sing-off     |
| Sing-Off; "Laat me" (Ramses Shaffy) |       |                     |                                                     |              |
| 1                                   |       | Willemijn Maandag   | Willemijn Maandag                                   | Geëlimineerd |
| 2                                   |       | Anouk van Laake     | Anouk van Laake                                     | Veilig       |

### Week 3 (7 maart 2021)
Openingsnummer Liveshow: "One Night Only" (uit de film Dreamgirls)

Openingsnummer Sing-Off: "Shake it Off" (Taylor Swift)
| Volgorde                                                  | Maria | Maria               | Liedje                                                                   | Resultaat    |
| --------------------------------------------------------- | ----- | ------------------- | ------------------------------------------------------------------------ | ------------ |
| 1                                                         |       | Natascha Molly      | "Don't Rain on My Parade" (Barbra Streisand; Uit de film Funny Girl)     | Veilig       |
| 2                                                         |       | Valerie Curlingford | "Roar" (Katy Perry)                                                      | Veilig       |
| 3                                                         |       | Jolijn Henneman     | "Kom terug en dans met mij" (Uit de musical My Fair Lady)                | Veilig       |
| 4                                                         |       | Sanne den Besten    | "Over the Rainbow" (Uit de film The Wizard of Oz)                        | Sing-off     |
| 5                                                         |       | Anouk van Laake     | "Let's hear it for the Boy" (Deniece Williams; Uit de musical Footloose) | Veilig       |
| 6                                                         |       | Tessa Sunniva       | "Huil niet om mij Argentina" (Uit de musical Evita)                      | Sing-off     |
| 7                                                         |       | Renée de Gruijl     | "Geef mij je angst" (André Hazes; Uit de musical Hij Gelooft In Mij)     | Veilig       |
| 8                                                         |       | Nandi van Beurden   | "It's Oh So Quiet" (Björk)                                               | Veilig       |
| Sing-Off; "Zonder jou" (Simone Kleinsma en Paul de Leeuw) |       |                     |                                                                          |              |
| 1                                                         |       | Sanne den Besten    | Sanne den Besten                                                         | Geëlimineerd |
| 2                                                         |       | Tessa Sunniva       | Tessa Sunniva                                                            | Veilig       |

### Week 4 (14 maart 2021)
Openingsnummer Liveshow: "This Is Me" (uit de film The Greatest Showman)

Openingsnummer Sing-Off: "Moves like Jagger" (Maroon 5)
| Volgorde                                              | Maria | Maria               | Liedje                                                     | Resultaat    |
| ----------------------------------------------------- | ----- | ------------------- | ---------------------------------------------------------- | ------------ |
| 1                                                     |       | Tessa Sunniva       | "Al die Jazz" (Uit de musical Chicago)                     | Veilig       |
| 2                                                     |       | Natascha Molly      | "Denk aan mij" (uit de musical The Phantom of the Opera)   | Veilig       |
| 3                                                     |       | Jolijn Henneman     | "Jolene" (Dolly Parton)                                    | Veilig       |
| 4                                                     |       | Anouk van Laake     | "Somewhere" (Uit de musical West Side Story)               | Veilig       |
| 5                                                     |       | Renée de Gruijl     | "Zeur niet" (Uit de musical Heerlijk duurt het langst)     | Sing-off     |
| 6                                                     |       | Nandi van Beurden   | "Singin' in the Rain" (Uit de musical Singin' in the Rain) | Veilig       |
| 7                                                     |       | Valerie Curlingford | "Inspiratie" (Uit de musical Joe)                          | Sing-off     |
| Sing-Off; "I Know Him So Well" (Uit de musical Chess) |       |                     |                                                            |              |
| 1                                                     |       | Valerie Curlingford | Valerie Curlingford                                        | Veilig       |
| 2                                                     |       | Renée de Gruijl     | Renée de Gruijl                                            | Geëlimineerd |

### Week 5 (21 maart 2021)
Openingsnummer Liveshow: "A brand new day" (Uit de musical The Wiz)

Openingsnummer Sing-Off: "New York, New York" (Frank Sinatra)
| Volgorde                               | Maria | Maria               | Liedje                                             | Resultaat    |
| -------------------------------------- | ----- | ------------------- | -------------------------------------------------- | ------------ |
| 1                                      |       | Jolijn Henneman     | "Non, je ne regrette rien" (Édith Piaf)            | Veilig       |
| 2                                      |       | Nandi van Beurden   | "Just give me a reason" (Pink en Nate Ruess)       | Veilig       |
| 3                                      |       | Anouk van Laake     | "Het dorp" (Wim Sonneveld)                         | Sing-off     |
| 4                                      |       | Tessa Sunniva       | "I feel pretty" (Uit de musical West Side Story)   | Veilig       |
| 5                                      |       | Valerie Curlingford | "One day I'll fly away" (Randy Crawford)           | Sing-off     |
| 6                                      |       | Natascha Molly      | "River Deep – Mountain High" (Uit de musical TINA) | Veilig       |
| 3-tallen                               |       |                     |                                                    |              |
| 1                                      |       | Nandi van Beurden   | "Love me just a little bit more" (Dolly Dots)      | Veilig       |
| 2                                      |       | Valerie Curlingford | "Love me just a little bit more" (Dolly Dots)      | Sing-off     |
| 3                                      |       | Natascha Molly      | "Love me just a little bit more" (Dolly Dots)      | Veilig       |
| 4                                      |       | Jolijn Henneman     | "Candyman" (Christina Aguilera)                    | Veilig       |
| 5                                      |       | Anouk van Laake     | "Candyman" (Christina Aguilera)                    | Sing-off     |
| 6                                      |       | Tessa Sunniva       | "Candyman" (Christina Aguilera)                    | Veilig       |
| Sing-Off; "Avond" (Boudewijn de Groot) |       |                     |                                                    |              |
| 1                                      |       | Anouk van Laake     | Anouk van Laake                                    | Geëlimineerd |
| 2                                      |       | Valerie Curlingford | Valerie Curlingford                                | Veilig       |

### Week 6 (28 maart 2021)
Openingsnummer Liveshow: "Fame" (uit de musical Fame)

Openingsnummer Sing-Off: "There's No Business Like Show Business" (Ethel Merman)
| Volgorde                             | Maria | Maria               | Liedje                                                  | Resultaat    |  |
| ------------------------------------ | ----- | ------------------- | ------------------------------------------------------- | ------------ |  |
| 1                                    |       | Natascha Molly      | "Heel Alleen" (uit de musical Les Misérables)           | Veilig       |  |
| 2                                    |       | Jolijn Henneman     | "Walking on Sunshine" (Katrina and the Waves)           | Sing-off     |  |
| 3                                    |       | Tessa Sunniva       | "Heel Even" (uit de musical Haal Het Doek Maar Op)      | Sing-off     |  |
| 4                                    |       | Nandi van Beurden   | "This is my Life" (Shirley Bassey)                      | Veilig       |  |
| 5                                    |       | Valerie Curlingford | "Tamelijk Voortreffelijk" (uit de musical Mary Poppins) | Sing-off     |  |
|                                      |       |                     |                                                         |              |  |
| 6                                    |       | Jolijn Henneman     | "Dit Keer" (uit de musical Cabaret)                     | Sing-off     |  |
| 7                                    |       | Natascha Molly      | "Get Happy" (Judy Garland)                              | Veilig       |  |
| 8                                    |       | Nandi van Beurden   | "Stille Liefde" (Simone Kleinsma)                       | Veilig       |  |
| 9                                    |       | Tessa Sunniva       | "Diamonds Are A Girl's Best Friend" (Marilyn Monroe)    | Sing-off     |  |
| 10                                   |       | Valerie Curlingford | "Your Song" (Elton John)                                | Sing-off     |  |
| Sing-Off; "Nog één kans" (Vera Mann) |       |                     |                                                         |              |  |
| 1                                    |       | Valerie Curlingford | Valerie Curlingford                                     | Geëlimineerd |  |
| 2                                    |       | Jolijn Henneman     | Jolijn Henneman                                         | Geëlimineerd |  |
| 3                                    |       | Tessa Sunniva       | Tessa Sunniva                                           | Veilig       |  |

### Week 7 (4 april 2021) (finale)
Openingsnummer Liveshow: The Greatest Show (uit de film The Greatest Showman)
Openingsnummer Resultshow: I Will Follow Him (uit de film Sister Act)
| Volgorde   | Maria | Maria                                  | Liedje                                                                 | Resultaat    |  |
| ---------- | ----- | -------------------------------------- | ---------------------------------------------------------------------- | ------------ |  |
| 1          |       | Nandi van Beurden                      | "All that matters" (uit de musical Finding Neverland)                  | Veilig       |  |
| 2          |       | Natascha Molly en René van Kooten      | "Meer vraag ik niet van jou" (uit de musical The Phantom of the Opera) | Veilig       |  |
| 3          |       | Tessa Sunniva                          | "Mijn leven is van mij" (uit de musical Elisabeth)                     | Geëlimineerd |  |
|            |       |                                        |                                                                        |              |  |
| 4          |       | Nandi van Beurden en William Spaaij    | "Ergens in de sterren" (uit de musical Aïda)                           | Veilig       |  |
| 5          |       | Natascha Molly                         | "And I am telling you I'm not going" (uit de musical Dreamgirls)       | Veilig       |  |
| 6          |       | Tessa Sunniva en Milan van Waardenburg | "Beauty and the Beast" (uit de musical Beauty and the Beast)           | Geëlimineerd |  |
| Resultshow |       |                                        |                                                                        |              |  |
| 1          |       | Nandi van Beurden                      | "De muziek van de hoogste bergen" (uit de musical The Sound of Music)  | Winnaar      |  |
| 2          |       | Natascha Molly                         | "De muziek van de hoogste bergen" (uit de musical The Sound of Music)  | Runner-Up    |  |
| Na winst   |       |                                        |                                                                        |              |  |
| 1          |       | Nandi van Beurden                      | "Iets Waar Ik Zielsveel Van Hou" (uit musical The Sound of Music)      | Winnaar      |  |